# Bahnhof Schönenberg-Kübelberg
Der Bahnhof Schönenberg-Kübelberg war ein Bahnhof an der Glantalbahn in Schönenberg, der zur Erschließung der Orte Schönenberg und Kübelberg, die im Zuge der rheinland-pfälzischen Verwaltungsreform 1969 zur neuen Ortsgemeinde Schönenberg-Kübelberg zusammengelegt wurden, diente. Er wurde 1904 mit der durchgehenden Eröffnung der Glantalbahn von Homburg nach Bad Münster in Betrieb genommen. Als solcher war er der wichtigste Unterwegsbahnhof im Streckenabschnitt Homburg–Glan-Münchweiler. Durch die temporäre Abtrennung des Saargebiets beziehungsweise des heutigen Saarlandes fungierte er zudem von 1920 bis 1935 sowie von 1947 bis 1959 als Zollbahnhof.
1981 endete der Personenverkehr und 1989 der Güterverkehr. Da die Glantalbahn zwischen Waldmohr und Glan-Münchweiler abgebaut und die Trasse in einen Radweg umgewandelt wurde, ist er ohne Gleise. Das Bahnhofsgelände bildet eine sogenannte „Denkmalzone“ und steht als solche entsprechend unter Denkmalschutz.

## Lage
Der Bahnhof befand sich südwestlichen Ortsrand von Schönenberg unweit der Ortsmitte. Er lag 255,1 Meter über Normalnull zwischen den Bahnstationen Jägersburg (km 6,2) im Südwesten und Sand (km 11,9) im Nordosten. Da letztere lediglich von 1962 bis 1976 in Betrieb war, war zum Zeitpunkt der Eröffnung der in östlicher Richtung Bahnhof Elschbach nächste Betriebsstelle. Die in diesem Bereich bereits abgebaute Glantalbahn verlief von Westsüdwest nach Ostnordost. Der östliche Bereich des Areals wird von der örtlichen Bahnhofstraße überbrückt.
Zum Zeitpunkt der Eröffnung der Glantalbahn im Jahr 1904 war die Bahnlinie Bestandteil einer Kilometrierung, die westlich des Bahnhofs Scheidt begann und über die seit 1879 beziehungsweise 1895 existierende Bestandsstrecke bis Rohrbach lief, anschließend die seit 1. Januar 1904 bestehende und ebenfalls aus strategischen Gründen gebaute Verbindung über Kirkel und Limbach einbezog und danach auf die Glanstrecke wechselte. Dabei lag der Bahnhof bei Streckenkilometer 34,2. Da der Abschnitt Scheidt–Homburg als kürzeste Verbindung zwischen Homburg und Saarbrücken Bestandteil der Magistrale Mannheim–Saarbrücken wurde, erfolgte später bis Altenglan eine neue Kilometrierung der Glantalbahn, die ihren Nullpunkt seither in Homburg hat und nach der der Bahnhof Schönenberg-Kübelberg beim Streckenkilometer 10,5 lag.

## Geschichte

### Bahnprojekte rund um Schönenberg
Obwohl eine Bahnstrecke entlang des Glan als Verbindung zwischen dem Saargebiet und der Region um Bingen am Rhein aus geographischer Perspektive naheliegend gewesen wäre, verhinderte die Kleinstaaterei im 19. Jahrhundert lange Zeit einen entsprechenden Bau. Denn im unteren Glantal zwischen Altenglan und Staudernheim verlief die Grenze zwischen Bayern und Preußen sehr unregelmäßig.
Nachdem die 1868 eröffnete Bahnstrecke Landstuhl–Kusel, die von Glan-Münchweiler bis Altenglan dem Lauf des Glan folgt, konzessioniert worden war, erhielten die Bestrebungen, eine Strecke durch das gesamte Glantal zu errichten, erneuten Auftrieb. 
Nach dem Deutsch-Französischen Krieg von 1870 und 1871, als Frankreich Elsass und Lothringen an Deutschland abtreten musste, sprachen zudem militärische Gründe für eine solche Bahnlinie. Vor allem von Preußen wurde sie entschieden verfochten. Noch 1871 wurde ein erster Entwurf angefertigt, der dem späteren Verlauf im Wesentlichen entsprach, jedoch kürzer ausfiel. Ein weiteres Argument für den Bahnbau war, eine möglichst kurze Verbindung zwischen Homburg und Bingen zu schaffen. Dabei wurde ein Anschluss an die Pfälzische Ludwigsbahn in Bruchmühlbach oder Hauptstuhl in Erwägung gezogen.
Ab 1880 wurde das Projekt einer Bahnverbindung von Trier durch den Hochwald bis zur Ludwigsbahn verfolgt. In diesem Zusammenhang brachten mehrere Komitees sehr unterschiedliche Varianten ins Spiel. So sollte eine bis Türkismühle führen, eine andere wiederum über Baumholder nach Kusel, um dort auf die Strecke aus Landstuhl zu treffen. Eine zusätzliche in Erwägung gezogene Streckenführung sah eine Trasse weiter südlich über Wadern, Mettnich, Theley, Oberthal, St. Wendel, Werschweiler, Frohnhofen, Altenkirchen, Dittweiler, Schönenberg und Miesau bis nach Bruchmühlbach vor. Ab Altenkirchen wäre sie entlang des Kohlbach verlaufen; Schönenberg sollte einen Bahnhof am nördlichen Ortsrand 260 Meter über dem Meeresspiegel erhalten. Die Pläne setzten sich jedoch nicht durch; lediglich die 1889 eröffnete Hochwaldbahn ging aus diesen Bestrebungen hervor.

### Bau und Eröffnung der Glantalbahn
Erst gegen Ende des neunzehnten Jahrhunderts gab Bayern seinen Widerstand gegen einen strategischen Bahnbau auf, da sich die deutsch-französischen Beziehungen zwischenzeitlich deutlich verschlechtert hatten. Zwar war die Festung Metz bereits über mehrere Schienenwege angebunden gewesen, jedoch war die Anbindung vom Rhein aus sehr umständlich ausgefallen. Nachdem eine südöstlicher verlaufende Variante ausgeschieden war, sahen die Planungen vor, eine Magistrale von Mainz über Bad Münster entlang des Glans unter Mitbenutzung der Kuseler Strecke zwischen Altenglan und Glan-Münchweiler auch über Schönenberg, Homburg, Scheidt und Saarbrücken zu errichten.
Bayern genehmigte am 27. Januar 1898 die Projektierung der Strecke von Bad Münster nach Scheidt. Als strategische Bahn wurde sie gemäß einem am 13. und 16. November 1900 von Bayern und Preußen geschlossenen Staatsvertrag von vornherein zweigleisig gebaut. Der südliche Abschnitt Homburg-Glan-Münchweiler fiel 19,5 Kilometer lang aus und kostete 5,48 Millionen Reichsmark; Schönenberg-Kübelberg wurde einer von insgesamt 26 Unterwegsbahnhöfen der am 1. Mai 1904 auf voller Länge eröffneten Glantalbahn.

### Weitere Entwicklung (1920–1980)
Durch die Abtrennung des Saargebietes im Jahr 1920 war Schönenberg-Kübelberg entlang der Glantalbahn von Süden her der erste Bahnhof der neu gegründeten Deutschen Reichsbahn. Entsprechend fand für Züge aus dem Norden Zollkontrollen vor Ort statt, die erst 1935 mit der Rückgliederung der Saarregion wieder entfielen. Zwischen dem 24. und 27. September 1938 fand eine Wehrübung in der Pfalz statt. Zu den Zielbahnhöfen der Truppenzüge aus Frankfurt am Main gehörte unter anderem Schönenberg-Kübelberg. Am 16. März 1945 erfolgte ein Bombenangriff auf den Bahnhof, nachdem es bereits seit Herbst 1944 Angriffe auf ihn gegeben hatte.
Ab 1947 wurden am Bahnhof erneut Zollkontrollen eingerichtet, die abermals eine Folge der Abtrennung des heutigen Saarlandes von Deutschland waren, da Schönenberg-Kübelberg von Süden her seither der erste Bahnhof im neu gebildeten Bundesland Rheinland-Pfalz war. Dies hatte zudem zur Folge, dass sich der Verkehr zwischen Glan-Münchweiler und Homburg immer weiter reduzierte, da sich die Verkehrsströme verstärkt in Richtung Kaiserslautern konzentrierten. So fuhren auf diesem Streckenabschnitt nur wenige Zugpaare, die ausschließlich den im Saarland beschäftigten Arbeitern dienten. Die Glantalbahn war zu diesem Zeitpunkt die am schwächsten frequentierte zweigleisige Strecke in Südwestdeutschland. Erst mit der wirtschaftlichen Rückgliederung des Saarlandes an Deutschland entfielen die Kontrollen im Jahr 1959 wieder.
1960 erfolgte der Rückbau des zweiten Gleises zwischen Jägersburg und Schönenberg-Kübelberg, für das kein betrieblicher Bedarf mehr vorhanden war. Danach wurde auch der Abschnitt Schönenberg-Kübelberg–Glan-Münchweiler auf ein Gleis reduziert. Zum 6. September 1967 wurden der Bahnhof in einen unbesetzten Haltepunkt umgewandelt und die entsprechenden Signale abgebaut. Für den Bahnübergang wurden Deckungssignale errichtet.

### Stilllegung
Am 31. Mai 1981 endete der Personenverkehr zwischen Homburg und Glan-Münchweiler, nachdem er zuletzt nur noch einen einzigen Zug umfasst hatte. Zwischen Schönenberg-Kübelberg und Glan-Münchweiler wurde der gesamte Betrieb eingestellt. 1984 erfolgte die Erneuerung der Ladegleise im Bahnhof. Am 23. und 24. Mai 1987 verkehrte noch einmal ein Gesellschaftssonderzug von Schönenberg-Kübelberg aus, dessen Route über Schwarzerden und Freisen nach Hermeskeil führte. Ursprünglich nur am zweiten Datum vorgesehen, wurde kurzfristig beschlossen, aufgrund der hohen Nachfrage die Fahrt zusätzlich einen Tag vorher stattfinden zu lassen.
Von Glan-Münchweiler aus war der Bahnhof bereits nicht mehr zu erreichen. Nach der endgültigen Stilllegung des Bahnhofs 1989 erfolgte der Rückbau des Streckengleises zwischen Waldmohr und Schönenberg-Kübelberg zwei Jahre später ab dem 22. Juli 1991. Treibende Kraft war dabei die Gemeinde Waldmohr gewesen, da sie eine Bahnüberführung an ihrem Ortseingang abreißen wollte, um Lastkraftwagen die Durchfahrt zu ermöglichen.
1994 bildete sich in Schönenberg ein Komitee, dessen Fernziel die Reaktivierung der Glantalbahn zwischen Homburg und Glan-Münchweiler darstellte. In diesem Zusammenhang sollten die Gleise zwischen Homburg und Waldmohr erhalten bleiben und eine Zerschlagung der Trasse ab Waldmohr verhindert werden. So entstanden Pläne, auf ihr einen Radweg anzulegen.
Am 18. Mai 2002 wurde zwischen Waldmohr und Glan-Münchweiler mit dem Glan-Blies-Weg ein Rad- und Wanderweg eröffnet, dessen Fertigstellung im Zeitraum von 2001 bis 2006 schrittweise erfolgte.

## Bauwerke

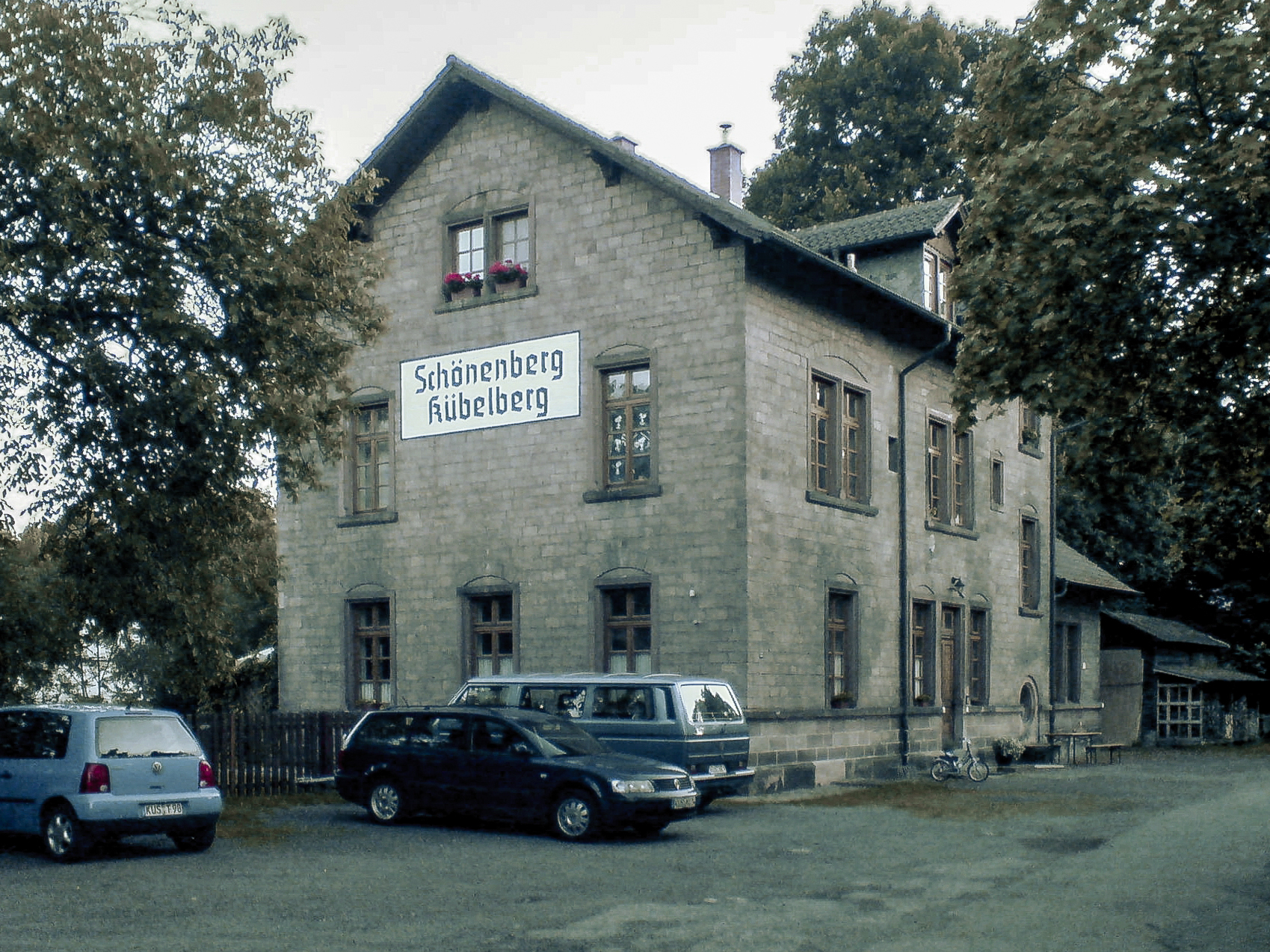
Vorderseite des Empfangsgebäudes

Das gesamte Bahnhofsareal bildet eine Denkmalzone, die die Bahnhofstraße 48 und 52 umfasst. Dazu gehört zum einen das Empfangsgebäude, zum anderen mit dem Pissoir und Lagergebäude zwei Nebengebäude sowie der Bahnsteig. Ebenfalls Teil des Komplexes ist das Bahnhofshotel.
Da der Bahnhof zu den größeren und bedeutenderen entlang der Glantalbahn gehörte, spiegelte sich dies entsprechend in der Größe des Empfangsgebäudes wider. Es trägt die Hausnummer 52 und ist ein Sandsteinquaderbau, der im Wesentlichen in den Jahren 1903 und 1904 errichtet wurde; das Zwerchhaus entstand erst nach 1920. Charakteristisch für das Bahnhofsgebäude sind ein Hartsteinmauersockel, ein unverputztes Bruchsteinmauerwerk und Entlastungsbögen über Fenster und Türen. Es verfügt zudem über ein Treppenhaus, das in einen kleinen Giebel mündet. Seitlich ist ein Anbau mit anderthalb Geschossen vorhanden.
Beim Bahnhofshotel handelt es sich um einen sandsteingegliederten Krüppelwalmdachbau aus dem Jahr 1908. In den 1930er Jahren besaß der Bahnhof zudem hölzerne Bahnsteigsperren.

## Verkehr

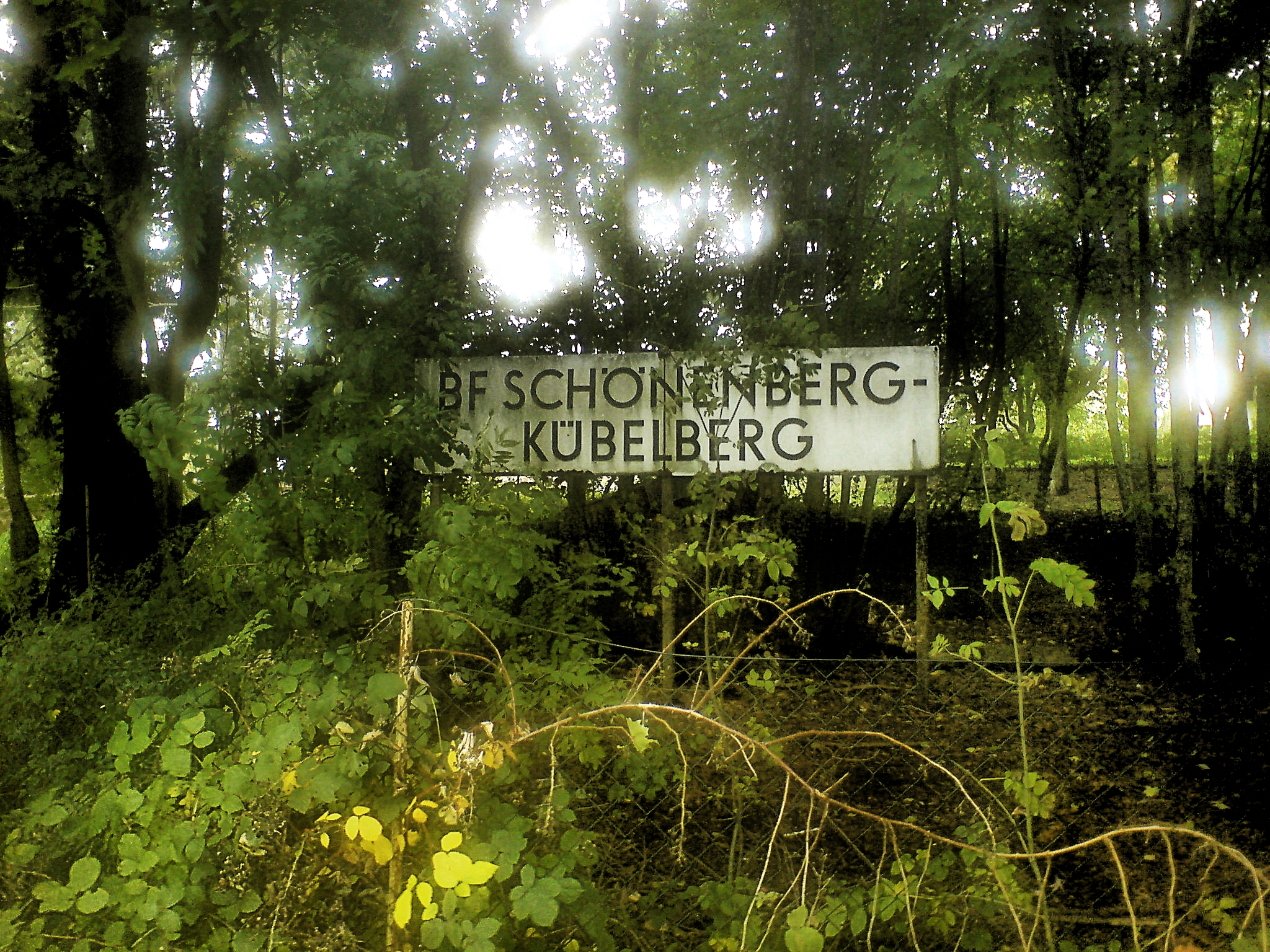
Stationsschild des früheren Bahnhof Schönenberg-Kübelberg

### Personenverkehr

#### Fernverkehr
Weder die Strecke nach Kusel noch die Glantalbahn wiesen im Laufe ihrer Geschichte nennenswerten Fernverkehr auf. Dennoch verkehrte in den Jahren 1926 und 1927 der Calais-Wiesbaden-Express – jedoch nur in Richtung Wiesbaden – über die Glantalbahn. Dieser Zug hielt auch in Schönenberg-Kübelberg.

#### Nahverkehr
Im ersten Betriebsjahr verkehrten zwischen Homburg und Glan-Münchweiler vier Züge in Richtung Bad Münster und vier in Richtung Homburg. Dabei verkehrten nur drei Zugpaare von Homburg nach Bad Münster, die übrigen lediglich zwischen Homburg und Altenglan. Im Jahr 1905 wurden am Bahnhof Schönenberg-Kübelberg insgesamt 32292 Fahrkarten verkauft. 1934 stieg die Zahl auf 91230 an. Bereits wenige Jahre später fuhren Züge zwischen Homburg und Kusel, die hauptsächlich den in der Saarregion beschäftigten Bergarbeitern aus der Region um Kusel dienten. Ab 1948 wurde im Zuge der Abtrennung des heutigen Saarlandes ab Schönenberg-Kübelberg deren Zugang für die einfache Bevölkerung untersagt.
1965 wurden zwei Eilzugpaare zwischen Zweibrücken und Mainz eingerichtet, die über die Glantalbahn verkehrten und die in Schönenberg-Kübelberg hielten. Initiator dieser Verbindung war der damalige Zweibrücker Oberbürgermeister Oskar Munzinger, der zu diesem Zeitpunkt ebenfalls im Landtag von Rheinland-Pfalz saß und seine beiden Arbeitsplätze miteinander verbunden haben wollte. Im Volksmund wurden diese Züge deshalb als „Munzinger-Express“ bezeichnet. Aufgrund der inzwischen fehlenden Verbindung Odernheim-Bad Münster mussten diese Züge nach Staudernheim fahren, dort Kopf machen und anschließend Richtung Osten die Nahetalbahn benutzen. 1967 gab es weiteres Paar zwischen Homburg und Gau Algesheim. Ab 1970 waren diese Verbindungen offiziell nur noch Nahschnellverkehrszüge, ehe die 1979 komplett eingestellt wurden.
1980 existierte nur noch ein Zug zwischen Homburg und Glan-Münchweiler, der bis nach Bingerbrück fuhr. Zum Zeitpunkt der Einstellung im Jahr 1981 lautete der Fahrweg des letzten Zuges, der vormittags verkehrte, Zweibrücken–Sobernheim. Schönenberg-Kübelberg war damals lediglich eine von insgesamt zwei verbliebenen Zwischenstationen des Abschnitts Homburg–Glan-Münchweiler; die übrigen waren bereits zuvor mangels Rentabilität aufgelassen worden.

### Güterverkehr

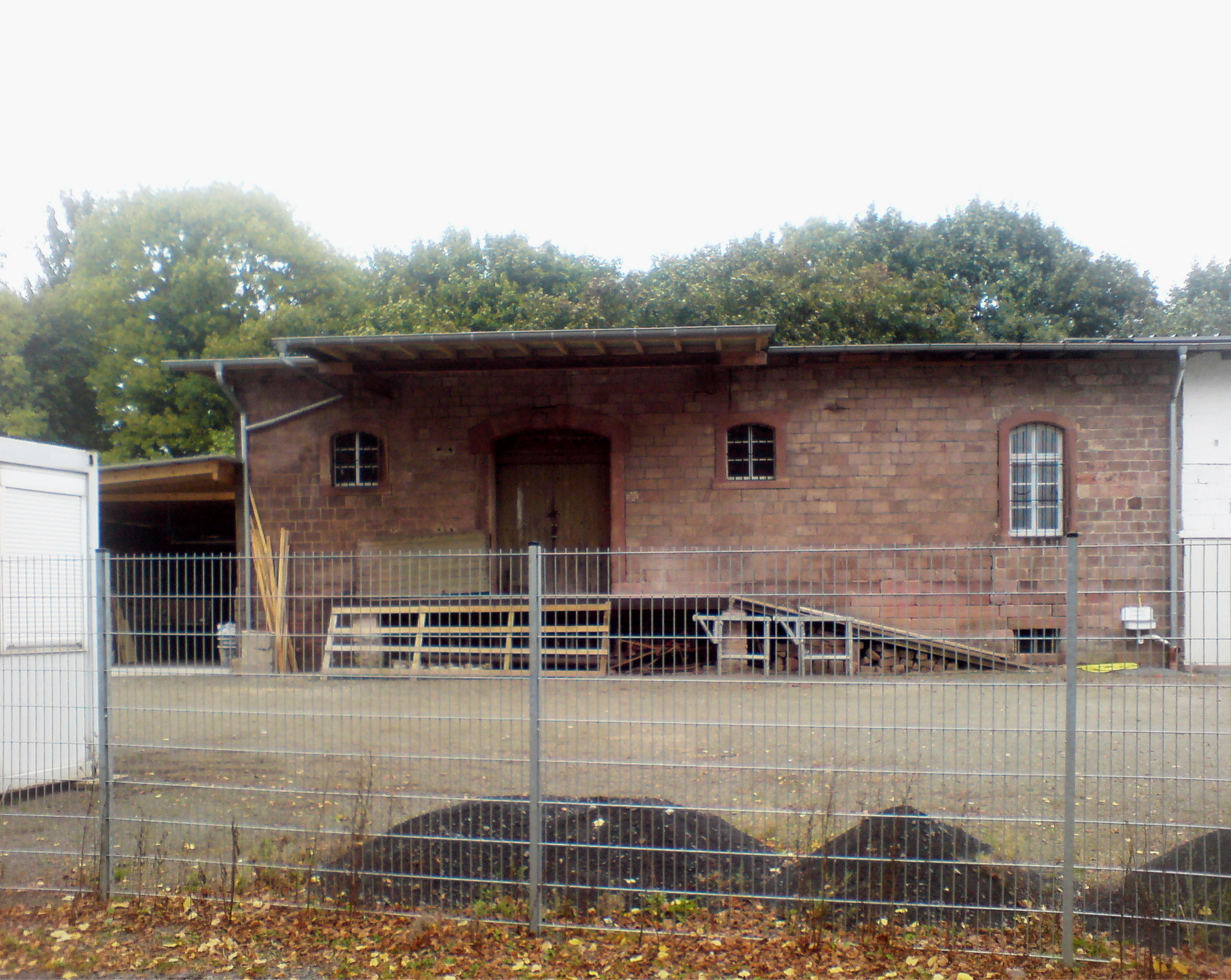
Ehemalige Güterabfertigung

Fahrplan eines Übergabezuges von Homburg nach Schönenberg-Kübelberg

Im Güterverkehr hatte der Bahnhof stets eine große Bedeutung. Er besaß einen kleinen Güterschuppen sowie eine Verladerampe. Südlich des Güterschuppens existierte ein langes Verladegleis. Ebenfalls auf dem Gelände der Bahnstation befand sich das örtliche Raiffeisenlager. Zunächst hatte alles darauf hingedeutet, dass Schönenberg-Kübelberg bereits zum Zeitpunkt der Eröffnung über ein Gleisanschluss verfügen würde. Zwei Unternehmer aus Homburg hegten Pläne, die vorsahen, vor Ort eine Champagnerfabrik zu eröffnen. Eigens dafür hatten sie von der Gemeinde Schönenberg bereits sieben Hektar Land erworben. Von diesen traten sie wiederum drei Hektar an die Bahn ab. Von zehn Gebäuden der Fabrik sollten zwei einen unmittelbaren Gleisanschluss erhalten, um Quarzsand, Soda und Pottasche zu empfangen. Die Pläne wurden zunichtegemacht, da es der Stadt Homburg gelang, die beiden Industriellen davon zu überzeugen, in ihre Heimatstadt zu investieren.
1905 wurden insgesamt 10001,59 Tonnen Güter empfangen beziehungsweise verkauft. 1920 verkehrte zwischen Homburg und Lauterecken-Grumbach ein Nahverkehrsgüterzug der am Bahnhof Ebernburg an der Alsenztalbahn seinen Ausgang nahm. 1930 fuhren vier Güterzugpaare den Bahnhof an. 1934 machten wie auf der gesamten Glantalbahn Wagenladungen den größten Teil des Güterverkehrs aus; von untergeordneter Bedeutung waren Expressgut, Eilstückgut, Milch, Vieh und „Güterverkehr zum Zwecke der Reichsautobahnen“.
Das ursprünglich für die Champagnerfabrik vorgesehene Gelände wurde schließlich durch die Organisation Todt (OT) verwendet; aus diesem Grund wurde das Gleis drei zu einer Lagerhalle verlängert. Ein weiteres Anschlussgleis band zwei weitere OT-Hallen vor Ort an. Dieses führte 60 Meter entfernt parallel zur Straße nach Eichelscheid.
Unmittelbar nach dem Zweiten Weltkrieg erfolgte zur Errichtung des Miesau Army Depot, das sich lediglich einen Kilometer vom Bahnhof entfernt befindet, der Transport von Baumaterial nach Schönenberg. 1969 wurden 84 Wagenladungen versendet und 566 empfangen. 1984/1985 wurden die Ladegleise erneuert. Grund hierfür war, dass das frühere OT-Gelände einen neuen Eigentümer bekommen hatte und dieser der Bahn eine Nachfrage versprach, ohne die Erwartungen zu erfüllen. Zur selben Zeit begann die Deutsche Bundesbahn jedoch, zwischen Sand und Elschbach Gleise zu entfernen, wodurch die Bedienung des Bahnhofs von Glan-Münchweiler aus unmöglich wurde. Drei Jahre später erfolgte der Abbau der Gleise zwischen Elschbach und Glan-Münchweiler. Damit einhergehend wurde der Güterverkehr zwischen Waldmohr und Schönenberg-Kübelberg zum 1. Juli 1989 eingestellt.